# NGC 4582
NGC 4582 is een ster in het sterrenbeeld Maagd. Het hemelobject werd op 3 mei 1859 ontdekt door de Amerikaanse astronoom Phillip Sidney Coolidge (1830-1863).